# 下田 (湖南市)
下田（しもだ）は、滋賀県湖南市の町丁。本項では前身である甲賀郡下田村（しもだむら）についても記す。

## 地理
湖南市の北東部、祖父川の上流域、名神高速道路・竜王インターチェンジの南東に位置し、南で日枝町・高松町・岩根、西で蒲生郡竜王町山中、北で同町岡屋、東で同町山之上および甲賀市水口町八田に接する。南東から北西に向かって祖父川が流れ、北西から北東に国道477号、北西から南西に滋賀県道13号彦根八日市甲西線、北西から南東に滋賀県道165号春日竜王線が通過する（県道2路線はそれぞれ国道477号と重複）。以前は日枝町および高松町・西峰町・若竹町の各一部を含んだが、湖南工業団地の建設にともない離脱した。

### 河川
- 祖父川

## 歴史
前身の甲賀郡下田村は、1872年（明治5年）4月7日、当時の戸籍法に基づいた区の設置により甲賀郡第2区となった。甲賀郡第2区は下田村のほか、春日村・畑村（のち八田村に改称）・伴中山村・下山村・上村・下村・堂村の7村で成っていた。甲賀郡には第10区まで置かれた。滋賀県では戸籍法による区の設置後も町村の機能を残して行政運営を行っていた。
1878年（明治11年）には戸籍法制定時に設けた区を廃止。翌年の1879年（明治12年）5月16日、町村を行政組織の末端と規定する郡区町村編制法が施行。1885年（明治18年）7月1日、「連合戸長役場」が春日村に設置され、下田村・春日村・八田村・伴中山村・下山村・山村を管轄した。1889年（明治22年）4月1日の町村制施行時には、下田村は伴谷村（春日村・八田村・伴中山村・下山村・山村）から分離独立した。下田村は当初、一旦は伴谷村に入ることを了承したが、不満として独立の道を選んだ。
1953年（昭和28年）に市町村合併促進法が制定され、県甲賀地方事務所は、石部町・三雲村・岩根村・下田村の4町村の合併を提案したが、下田村は中学校建設問題、蒲生郡苗村・鏡山村との合併が視野にあることを理由に脱退した。その後、1957年（昭和32年）1月に出された県知事の勧告を受け、1958年（昭和33年）10月1日、下田村は甲西町に編入された。その後、湖南工業団地の建設により南半が大字下田より離脱し、現在に至る。

### 沿革
- 幕末時点では甲賀郡下田村であった。「旧高旧領取調帳」の記載によると水口藩領。
- 明治4年
  - 7月14日（1871年8月29日） - 廃藩置県により水口県の管轄となる。
  - 11月22日（1872年1月2日） - 第1次府県統合により大津県の管轄となる。
- 明治5年1月19日（1872年2月27日） - 大津県が改称して滋賀県となる。
- 1889年（明治22年）4月1日 - 町村制の施行により、近世以来の下田村が単独で自治体を形成。
- 1958年（昭和33年）10月1日 - 下田村が甲西町に編入。同町大字下田となる。
- 1968年（昭和43年） - 一部の区域（概ね湖南工業団地）が日枝町および高松町・西峰町・若竹町の各一部となる。
- 2004年（平成16年）10月1日 - 甲西町が石部町と合併して湖南市が発足し、同市下田となる。

## 世帯数と人口
2020年（令和2年）10月1日現在（国勢調査）の世帯数と人口（国勢調査調べ）は以下の通りである。
| 町丁 | 世帯数    | 人口    |
| ---- | --------- | ------- |
| 下田 | 2,143世帯 | 4,770人 |

### 人口の変遷
国勢調査による人口の推移。
| 2010年（平成22年） | 5,005人 | [ 5 ] |  |
| 2015年（平成27年） | 4,961人 | [ 6 ] |  |
| 2020年（令和2年）  | 4,770人 | [ 2 ] |  |

### 世帯数の変遷
国勢調査による世帯数の推移。
| 2010年（平成22年） | 1,995世帯 | [ 5 ] |  |
| 2015年（平成27年） | 2,125世帯 | [ 2 ] |  |
| 2020年（令和2年）  | 2,143世帯 | [ 2 ] |  |

## 学区
市立小・中学校に通う場合、学区は以下の通りとなる。
| 番・番地等 | 小学校             | 中学校             |
| ---------- | ------------------ | ------------------ |
| 全域       | 湖南市立下田小学校 | 湖南市立日枝中学校 |

## 産業
明治以前からなすの栽培が盛んな土地で、「下田なす」のブランド名で知られる。
下田は近江下田焼と呼ばれる焼物の産地でもあった。江戸時代中期に喜多安兵衛という村人が京都で陶芸修行し、その技術を下田に持ち帰ったことが始まり。最盛期には14戸余りが製陶に携わっていたが、明治以降、産業の近代化とともに衰退。唯一残っていた工房（梅山製陶所）も1989年に廃窯となったが、1994年に湖南市岩根にある湖南市伝統工芸館の一角で再興され、1998年には第6次滋賀県伝統的工芸品に指定されている。

## 交通

### 路線バス
- 湖南市コミュニティバス
  - 下田線（甲西駅ルート）
    - 甲西駅北口 - 甲西中学校 - 市役所東庁舎 - 善水寺 - にごり池 - サンヒルズ甲西 - 下田小学校 - 中山団地 - 桐山 - 下田小学校 - 甲西駅北口

  - 下田線（三雲駅ルート）
    - 三雲駅 - にごり池 - 団地中央 - 下田小学校 - 竜王ダイハツ - 下田小学校 - にごり池 - 三雲駅（下田近辺は時間帯によってルート変動あり）

  - 下田線（石部ルート）
    - 石部駅 - 文化総合センター - 生田病院 - 甲西大橋北 - 十二坊温泉ゆらら - 日枝中学校 - 下田小学校 - サンヒルズ甲西 - にごり池 - 善水寺 - 岩根小学校 - 生田病院 - 文化総合センター - 石部駅

### 道路
- 国道477号
- 滋賀県道13号彦根八日市甲西線
- 滋賀県道165号春日竜王線

## 施設
- 湖南市役所下田出張所
- 甲西下田郵便局
- 湖南市立下田小学校
- 湖南市立下田保育園
- 下田公園
- 雷古公園
- 慶圓寺
- 蛭子神社

## その他

### 日本郵便
- 郵便番号 : 520-3201[3]（集配局：甲西郵便局[11]）。